# 阿德尔斯里德
阿德尔斯里德是德国巴伐利亚州的一个市镇。总面积9.70平方公里，总人口2229人，其中男性1088人，女性1141人（2011年12月31日），人口密度230人/平方公里。